# 工業學院
工業學院，又稱工業學校（Technical school）、工業專門學院、工業專門學校（後兩者簡稱工專），是指教授工業或工藝學科的學院，例子如下：
- 香港
  - 香港的多間工業學院（Technical Institute），現已合組為香港專業教育學院
  - 香港理工大學，原名香港理工學院，前身為香港工業專門學院，簡稱工專（Polytechnic）
  - 工業中學

- 澳門
  - 澳門理工大學

- 中國大陸
  - 華南理工大學
  - 北京理工大學
  - 合肥工业大学
  - 西北工业大学

- 新加坡
  - 新加坡理工大學

- 日本
  - 東京工業大學